# Muriel Bowser
Muriel Elizabeth Bowser, född 2 augusti 1972 i Washington, D.C., är en amerikansk politiker och medlem i det demokratiska partiet och borgmästare i District of Columbia sedan 2 januari 2015.
Hon har en adopterad dotter.